# Восточный Тимор на летних Олимпийских играх 2020
Восточный Тимор на летних Олимпийских играх 2020 года был представлен 3 спортсменами в 2 видах спорта, впервые в истории на старт вышли восточнотиморские пловцы. В связи с пандемией COVID-19 Международный олимпийский комитет принял решение перенести Игры на 2021 год.
Токийская Олимпиада стала пятой в истории Восточного Тимора.

## Результаты

### Лёгкая атлетика
Мужчины
| Спортсмен         | Дистанция | Первый раунд | Первый раунд | Полуфинал            | Полуфинал            | Финал                | Финал                |
| Спортсмен         | Дистанция | Время        | Место        | Время                | Место                | Время                | Место                |
| ----------------- | --------- | ------------ | ------------ | -------------------- | -------------------- | -------------------- | -------------------- |
| Фелишбету де Диаш | 1500 м    | 3:51.03      | 16           | Завершил выступления | Завершил выступления | Завершил выступления | Завершил выступления |

### Плавание
В следующий раунд на каждой дистанции проходят спортсмены, показавшие лучший результат по времени, независимо от места, занятого в своём заплыве. 
Мужчины
| Спортсмен            | Дистанция                | Предварительный раунд | Предварительный раунд | Полуфинал            | Полуфинал            | Финал                | Финал                |
| Спортсмен            | Дистанция                | Время                 | Место                 | Время                | Место                | Время                | Место                |
| -------------------- | ------------------------ | --------------------- | --------------------- | -------------------- | -------------------- | -------------------- | -------------------- |
| Хосе да Силва Виегаш | 50 метров вольным стилем | 28.59                 | 72                    | Завершил выступления | Завершил выступления | Завершил выступления | Завершил выступления |

Женщины
| Спортсменка     | Дистанция                | Предварительный раунд | Предварительный раунд | Полуфинал             | Полуфинал             | Финал                 | Финал                 |
| Спортсменка     | Дистанция                | Время                 | Место                 | Время                 | Место                 | Время                 | Место                 |
| --------------- | ------------------------ | --------------------- | --------------------- | --------------------- | --------------------- | --------------------- | --------------------- |
| Имельда Хименес | 50 метров вольным стилем | 32.89                 | 78                    | Завершила выступления | Завершила выступления | Завершила выступления | Завершила выступления |